# Hatérie novozélandská
Hatérie novozélandská (tuatara, Sphenodon punctatus) je jeden ze dvou posledních přežívajících druhů řádu hatérií, prastarého řádu plazů, který byl nejvíce rozšířen ve druhohorách. Náleží tedy mezi živoucí zkameněliny. Její domorodé jméno (pochází ze staré maorštiny), tuatara, znamená nesoucí šípy, a značí řadu špičatých šupin, které má hatérie na hřbetě.

## Výskyt
Žije pouze na několika ostrovech okolo Nového Zélandu, kde je přísně chráněna. Počet žijících jedinců se odhaduje na asi padesát tisíc.

## Velikost
Dosahuje délky 50 až 80 cm. Samečci mohou vážit až do 1 kg, samičky o 0,5 kg méně.

## Stavba těla
Vzhled hatérií se od druhohor nezměnil. Mají stále zachovanou strunu hřbetní.

## Potrava
Hatérie novozélandská se živí především hmyzem, případně také malými ještěrkami.

## Život
Hatérie novozélandská je noční živočich, i když se občas potřebuje ohřát na slunci. Má velice nízkou obvyklou teplotu těla (12 °C), pohybuje se proto velmi pomalu. Pro svůj život tedy potřebuje chlad. Při pohybu se nadechuje každých sedm sekund, v klidu jen jednou za hodinu. Dospělé velikosti dosáhne až za 20 let. Jsou dlouhověké – nejstaršímu známému jedinci tohoto druhu bylo v roce 2009 111 let (když se poprvé v životě pářil s 80letou samicí).

## Rozmnožování
Páření může začít v období pohlavní dospělosti (asi ve 20 letech). Obě pohlaví se na sebe musí přitisknout kloakami, neboť samec nemá kopulační orgán. Zárodek se utváří 1 rok. Samice klade až 15 vajíček s bílou skořápkou. Po nakladení vajec se již o ně nikdo nestará. Mláďata se líhnou za 13–15 měsíců.

## Galerie

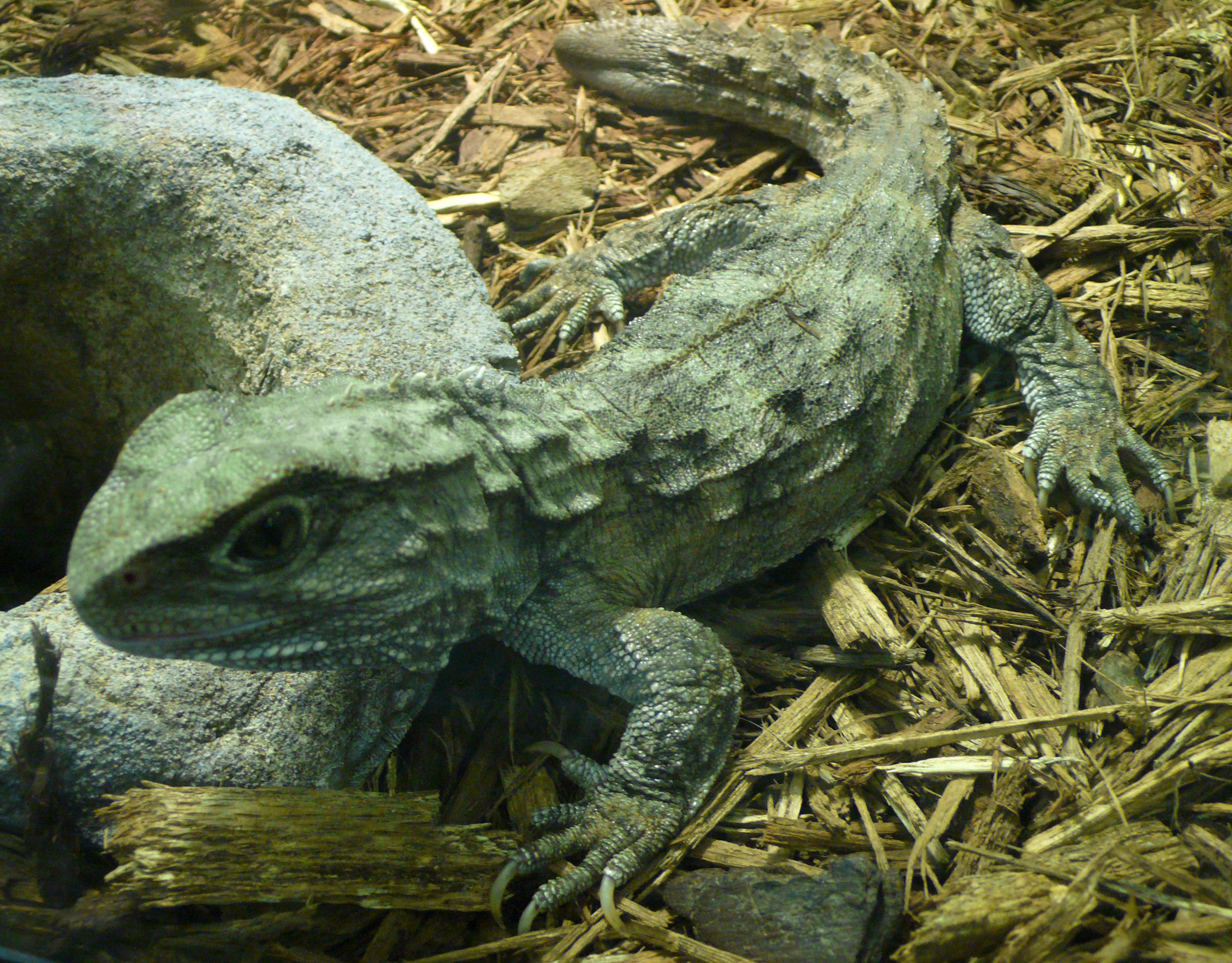
Sphenodon punctatus
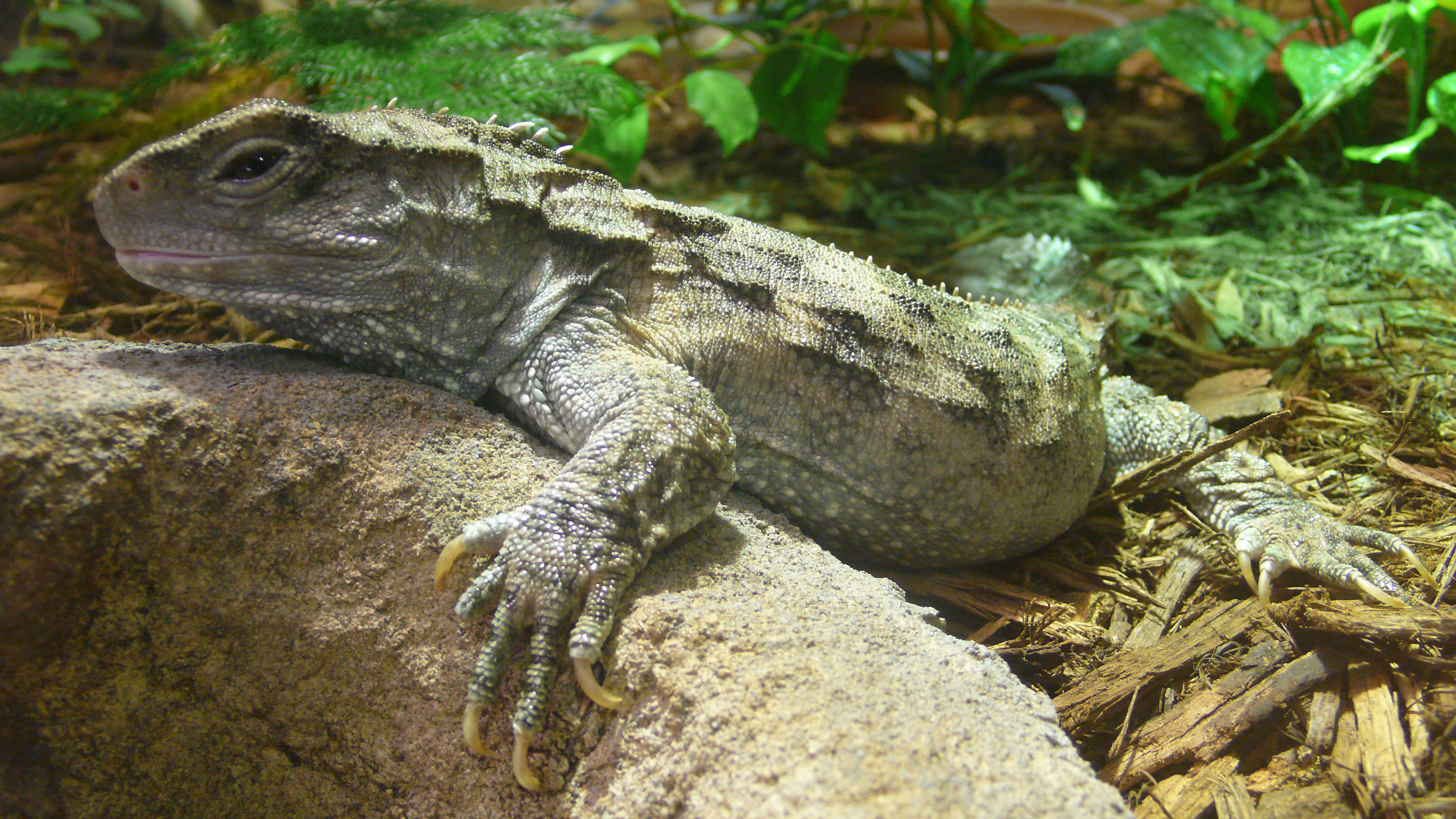
Sphenodon punctatus
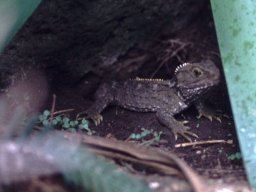
Sphenodon punctatus
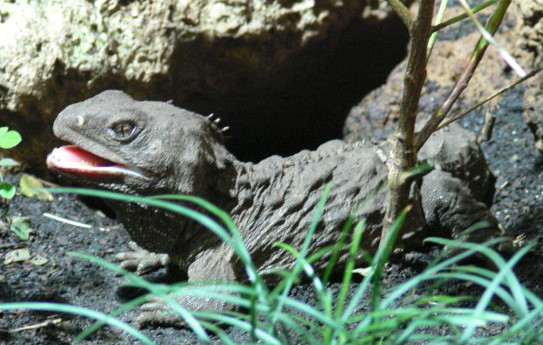
Sphenodon punctatus
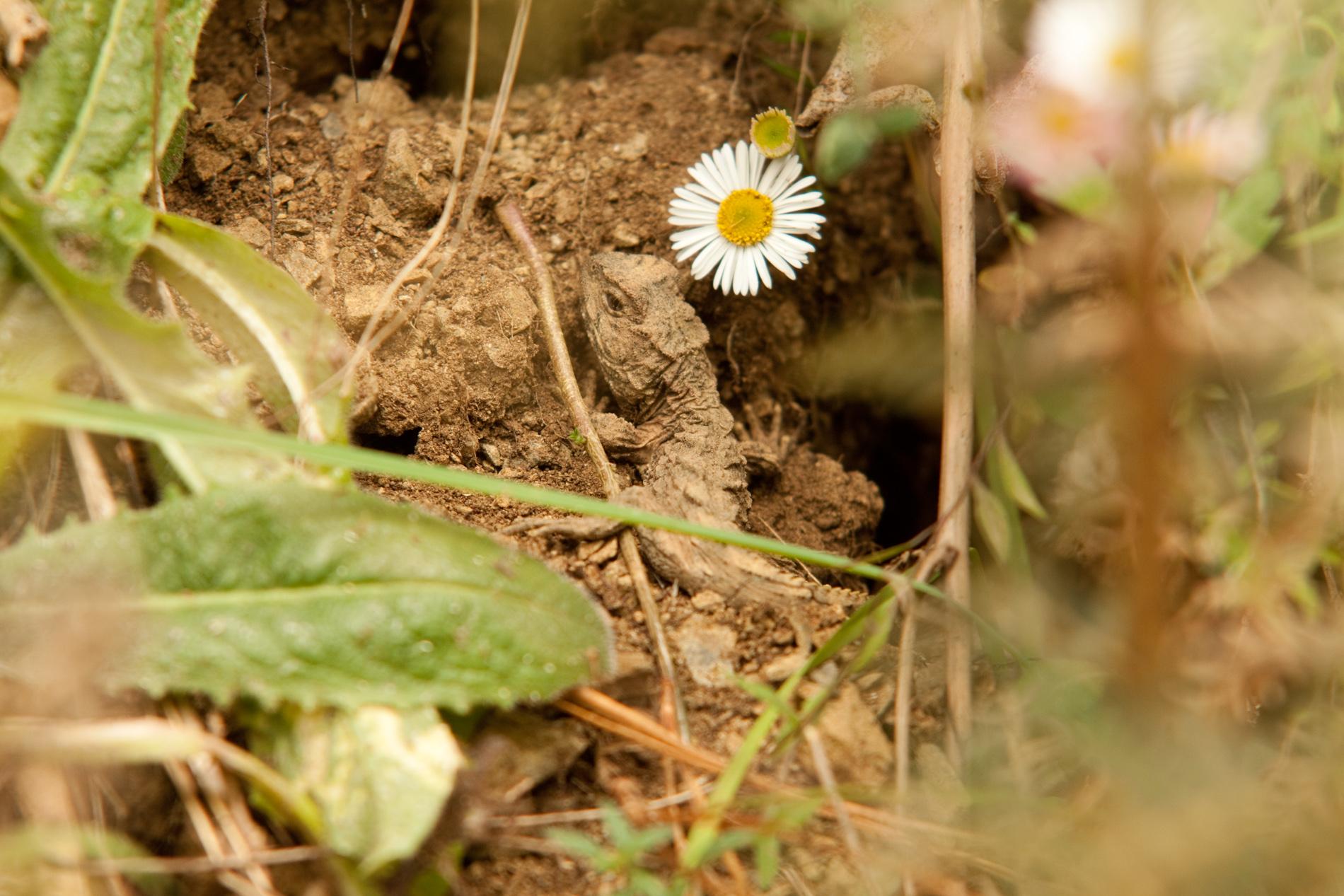
Sphenodon punctatus

## Zajímavosti
- Hatérie má celkem tři oči, dvě na obvyklém místě a jedno, parietální, na temeni hlavy. V mládí je toto oko vidět, později jej však překrývají šupiny. V žádném případě však hatérie tímto okem nevidí, možná slouží k vnímání množství světla, ze kterého pozná, jak má dlouho setrvat na slunci.
- Je schopná tzv. kaudální autotomie, tedy že může odvrhnout část svého těla a uniknout tak nebezpečí. Odvržená část se ještě chvíli pohybuje a odpoutává tak pozornost.
- Ptáci buřňáci hnízdí v norách hatérií. Hatérie jim prý občas sežerou vejce, ale spíše je soužití pokojné.
- V srpnu roku 2020 bylo oznámeno kompletní rozluštění genomu hatérie.[3]